# خانه هنر تبریز
خانهٔ هنر تبریز (ساختمان سابق کتابخانه مرکزی تبریز) مربوط به دوره پهلوی اول است و در تبریز، ضلع شمالی باغ گلستان واقع شده و این اثر در تاریخ ۲۶ آبان ۱۳۷۸ با شمارهٔ ثبت ۲۴۹۸ به‌عنوان یکی از آثار ملی ایران به ثبت رسیده است.

## تاریخچه بنا
ساختمان قدیمی کتابخانه ملی تبریز، در ضلع شمالی باغ گلستان روبروی هنرستان وحدت واقع شده است. ساخت ساختمان سنگی فوق همزمان با کاخ شهرداری تبریز از سال ۱۳۱۴ آغاز و در سال ۱۳۱۸ نخستین بار برای انجمن شهر مورد استفاده قرار گرفت. پلان ساختمان دارای سه ناو است که ناو میانی به عنوان سالن و ناوهای جنوبی و شمالی به اتاق‌های مورد نیاز اختصاص یافته بود.
این ساختمان در سال ۱۳۷۸ در فهرست آثار ملی ایران ثبت گردیده است و در زمینی محصور به مساحت ۳۰۰۰ متر مربع و با زیر بنایی در حدود ۲۸۶۰ متر مربع ساخته شده و قرار دارد. در طول سال‌ها از زمان احداث این بنا علاوه بر انجمن شهر، چندین بار تغییر کاربری داده و به عنوان باشگاه شهرداری، باشگاه افسران و تالار پذیرایی و مراسم در دوره پهلوی و بعد از انقلاب به عنوان نهاد کمیته انقلاب اسلامی و محیط زیست به فعالیت خود ادامه داده است. تا اینکه از سال ۱۳۶۰ بعد از تخریب ساختمان کتابخانه مرکزی در سه راه طالقانی تبریز توسط شهرداری تبریز، به عنوان کتابخانه مرکزی تبریز از طرف شهرداری به اداره کل فرهنگ و ارشاد اسلامی واگذار گردید و مورد بهره‌برداری قرار گرفت.
این بنا در طی این سال‌ها چندین بار توسط اداره کل میراث فرهنگی صنایع دستی و گردشگری استان مورد مرمت و بازسازی قرارگرفته است. موجودی کتاب‌های این ساختمان در سال ۱۳۷۸ همزمان با افتتاح ساختمان جدید کتابخانه مرکزی تبریز به چهارراه لاله انتقال یافت.

## معماری بنا
بدنه بیرونی بنا از نوع سنگ محلی اسپراخون و دارای حجاری‌های سنتی است که از لحاظ معماری شبیه و در بیشتر موارد هم‌شکل عمارت شهرداری است؛ مخصوصاً طاق‌های پنجره‌ها و کنگره‌هایی با نقش گل در انتهای دیوارها که می‌توان به عنوان تکه جداشده ساختمان شهرداری از آن یاد کرد.

## وضعیت فعلی
عمارت باغ گلستان که امروزه زیر نظر اداره کل فرهنگ و ارشاد اسلامی استان آذربایجان شرقی است و در چند سال گذشته مورد بازسازی و احیای مجدد قرار گرفته است، در اسفند ماه ۱۳۸۵ با افتتاح موزه کاریکاتور در قسمت غربی این ساختمان که اولین موزه در خاورمیانه و آسیا و پنجمین در دنیاست، دوباره مورد بهره‌برداری قرار گرفت.
در حال حاضر کل مجموعه ساختمان با نام «خانه هنر تبریز» دارای امکانات زیر است:
- ۳ سالن جهت نگارخانه و برپائی نمایشگاه‌های هنری با ظرفیت ۱۵۰ تابلو
- یک سالن آمفی تئاتر با معماری قدیمی و گچبری‌ها جهت اجرای تئاتر، موسیقی و همایش‌های فرهنگی و هنری با ظرفیت بیش از ۳۵۰ نفر
- یک سالن جنبی انتظار
- ۲ عدد سالن ویدئو آرت و نقد و بررسی با ظرفیت هرکدام ۶۰ نفر در زیر زمین قسمت غربی ساختمان با معماری و سبک سنتی